# Oostenrijk op het Eurovisiesongfestival 2000
Oostenrijk nam deel aan het  Eurovisiesongfestival 2000, gehouden  in Stockholm, Zweden. Het was de 38ste deelname van het land aan het festival.

## Selectieprocedure
Net zoals het voorbije jaar organiseerde men geen nationale finale. Na een interne selectie werden The Rounder Girls met het lied All to you verkozen om het land te vertegenwoordigen.

## In Stockholm
Op het festival in Zweden moest Oostenrijk aantreden als vierentwintigste en laatste, na Ierland. Na het afsluiten van de stemmen bleek dat The Rounder Girls op de veertiende plaats waren geëindigd met 34 punten.
Nederland en België hadden geen punten over voor deze inzending.

### Gekregen punten

#### Finale
| 12 punten | 10 punten               | 8 punten            | 7 punten                      | 6 punten              |
| --------- | ----------------------- | ------------------- | ----------------------------- | --------------------- |
|           |                         | - Spanje            |                               |                       |
| 5 punten  | 4 punten                | 3 punten            | 2 punten                      | 1 punt                |
| - Letland | - Turkije - Zwitserland | - Finland - IJsland | - Duitsland - Ierland - Malta | - Verenigd Koninkrijk |

### Punten gegeven door Oostenrijk

#### Finale
Punten gegeven in de finale:
| 12 punten | Duitsland   |
| 10 punten | Denemarken  |
| 8 punten  | Letland     |
| 7 punten  | Rusland     |
| 6 punten  | Kroatië     |
| 5 punten  | Turkije     |
| 4 punten  | Ierland     |
| 3 punten  | Estland     |
| 2 punten  | Malta       |
| 1 punt    | Zwitserland |

1957 · 1958 · 1959 · 1960 · 1961 · 1962 · 1963 · 1964 · 1965 · 1966 · 1967 · 1968 · 1969-1970 · 1971 · 1972 · 1973-1975 · 1976 · 1977 · 1978 · 1979 · 1980 · 1981 · 1982 · 1983 · 1984 · 1985 · 1986 · 1987 · 1988 · 1989 · 1990 · 1991 · 1992 · 1993 · 1994 · 1995 · 1996 · 1997 · 1998 · 1999 · 2000 · 2001 · 2002 · 2003 · 2004 · 2005 · 2006 · 2007 · 2008-2010 · 2011 · 2012 · 2013 · 2014 · 2015 · 2016 · 2017 · 2018 · 2019 · 2020 · 2021 · 2022 · 2023 · 2024 · 2025